# ایستگاه متروی آکتون غربی
ایستگاه متروی آکتون غربی (انگلیسی: West Acton tube station) یکی از ایستگاه‌های متروی لندن است.
این ایستگاه که در منطقه ایلینگ لندن قرار دارد در سال ۱۹۲۳ تأسیس شده و جزئی از خط مرکزی متروی لندن است.

## نگارخانه

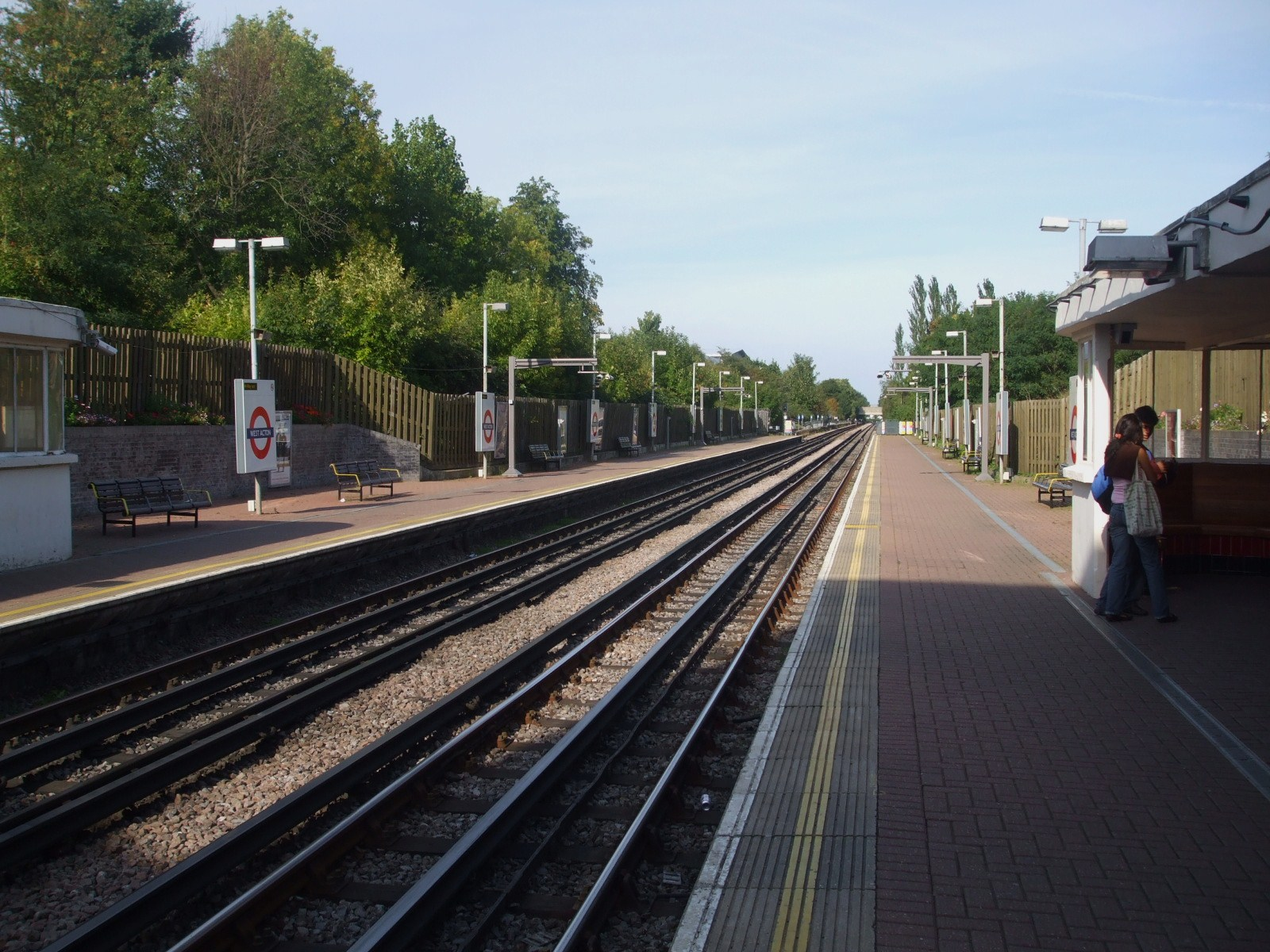
Looking east
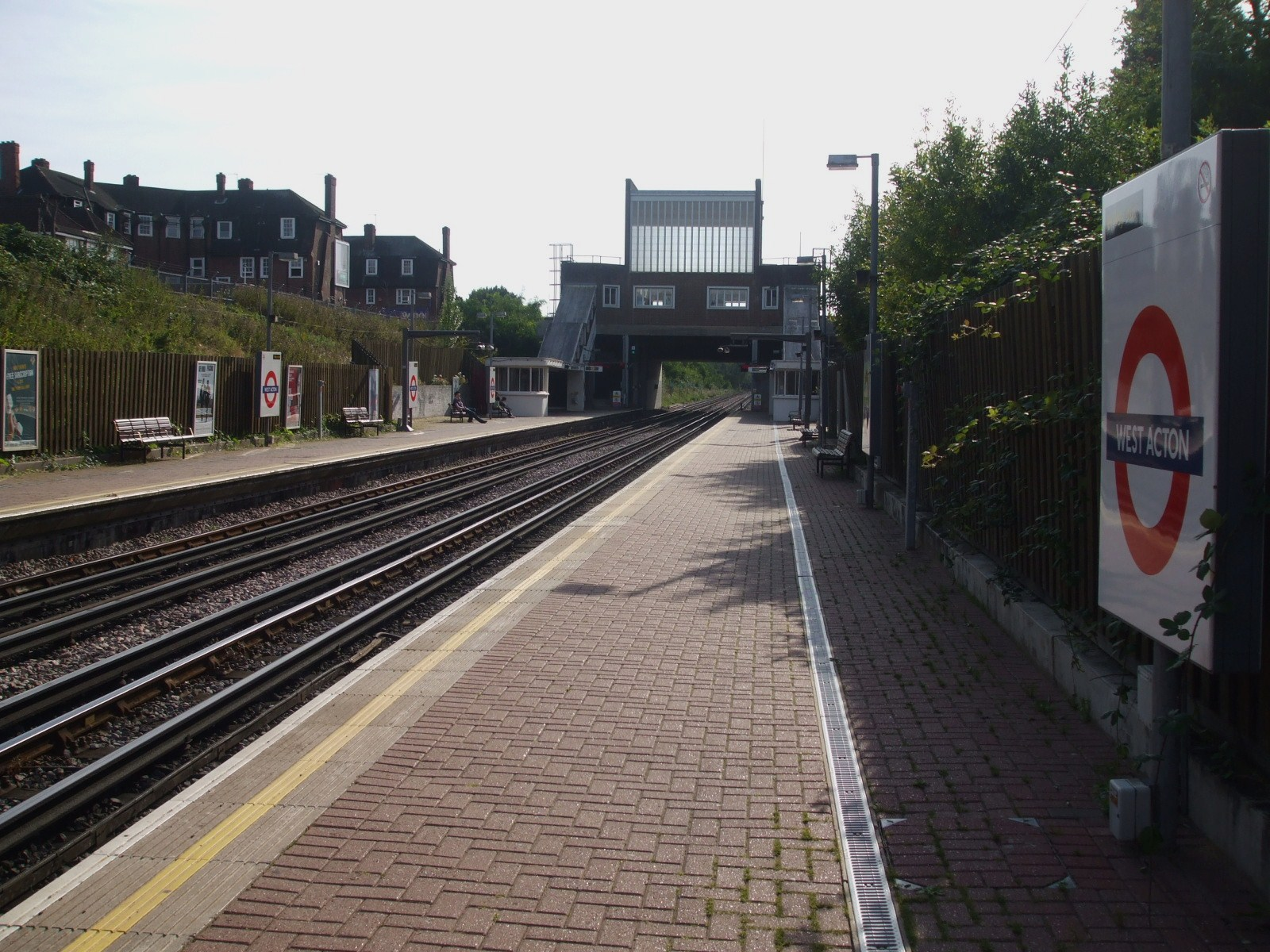
Looking west
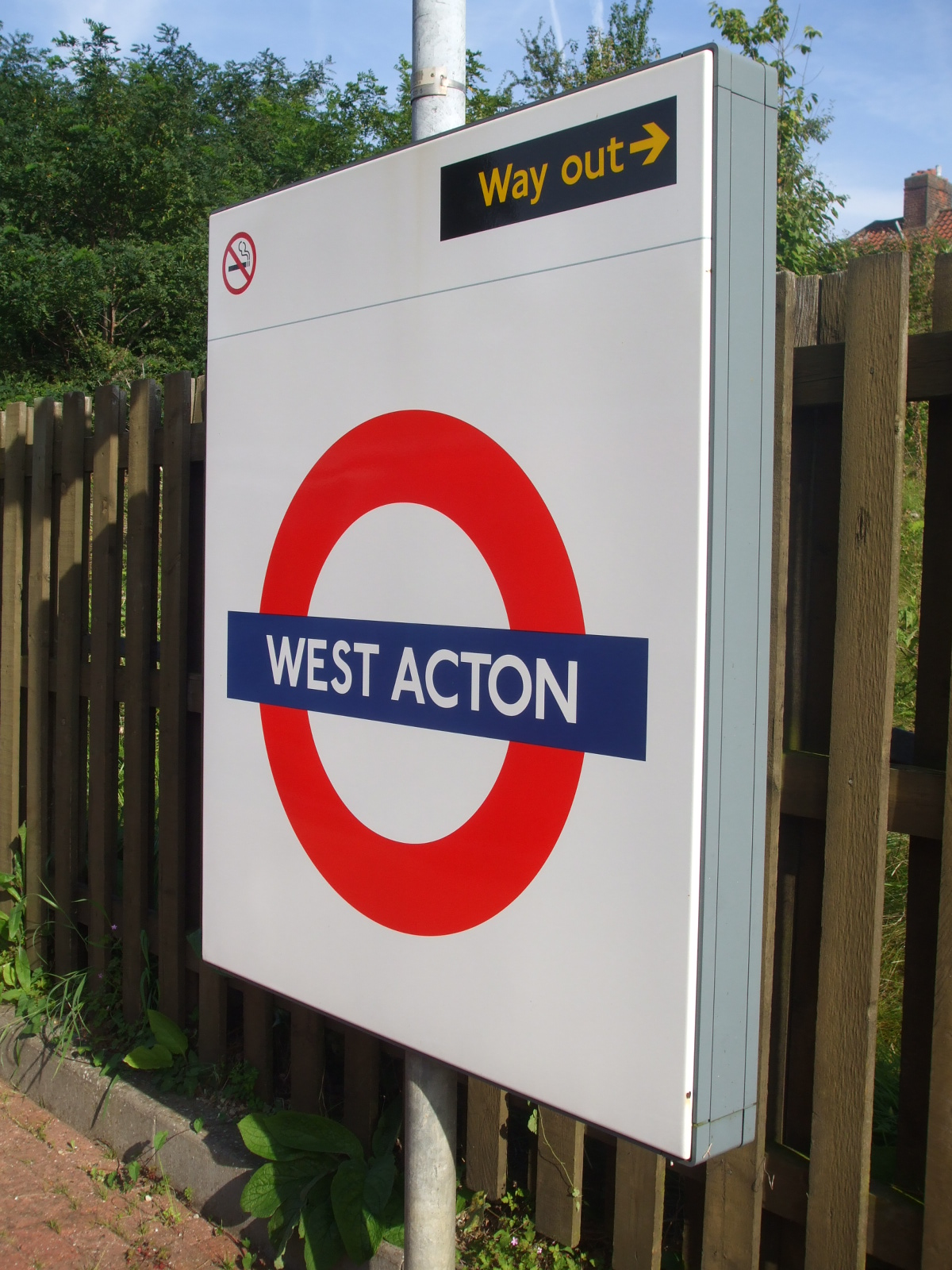
Platform roundel